# Intento de golpe de Estado en Azerbaiyán de 1995
El intento de golpe de Estado en Azerbaiyán de 1995, también conocido como el golpe de Estado turco en Bakú,  tuvo lugar en marzo de 1995, cuando un grupo de militares, comandados por Rovshan Javadov, comandante de la Unidad de Policía para Fines Especiales (OPON), intentaron derrocar al presidente Heydar Aliyev y reinstaurar en el poder a Abulfaz Elchibey. 
El golpe fue frustrado gracias a la colaboración del presidente turco Süleyman Demirel, que llamó a Aliyev para advertirle cuando se dio cuenta de que había elementos turcos que apoyaban la rebelión.  El 17 de marzo de 1995, las Fuerzas Armadas de Azerbaiyán rodearon a los insurrectos y lo asaltaron, asesinando al coronel Javadov y dando por terminada la rebelión.
Los informes después relevados en Turquía sobre el escándalo de Susurluk, en 1996, explicaron el apoyo de los turcos al golpe. 

## Antecedentes
Azerbaiyán se había vuelto un estado independiente en 1991, tras el fin de la Unión Soviética. Marcado desde su creación por el conflicto con Armenia por Nagorno Karabaj, el país se había vuelto sumido en la inestabilidad tras el golpe de 1992, que puso fin al gobierno del Partido Comunista y había permitido la elección de Abulfaz Elchibey como primer líder no comunista del país. Elchibey comenzó una política abiertamente pro-turca, alejándose de Rusia. Sin embargo, Elchibey sería derrocado en 1993 por un golpe que llevó al poder a Heydar Aliyev, exmiembro del Politburó, que empezó a acercarse a Rusia, con el fin de facilitar la resolución de la guerra de Nagorno Karabaj. Así, se unió a la Comunidad de Estados Independientes, pero rechazó otras solicitudes de Rusia como reubicar algunas bases militares. 
En octubre de 1994 hubo un nuevo intento de golpe de Estado, dirigido por el primer ministro Suret Huseynov, que intentó deponer a Aliyev debido a la firma del Contrato del Siglo con varias empresas petroleras occidentales. Huseynov fue destituido, ya que se le acusó de "promover la agenda rusa en el Cáucaso".

## Eventos
El 12 de diciembre de 1994, un grupo de personas, entre ellas Korkut Eken (Agente de la Organización Nacional de Inteligencia de Turquía), İbrahim Şahin y Ayhan Çarkın (del Departamento de Operaciones Especiales de la Policía de Turquía) y el sicario Abdullah Çatlı, llegaron a Azerbaiyán para entrenar una unidad de 60 policías de la OPON para perpetrar el golpe.  Fueron invitados allí por el comandante de la OPON, Rovshan Javadov, desertor de la KGB a la CIA. La FSB y la CIA monitorearon de cerca los acontecimientos.
Según el periódico Yeni Şafak,  el golpe fue dirigido por el coronel turco Necabettin Ergenekon, supuestamente mientras era el comandante del Regimiento de Gendarmería en Adiyaman. Sin embargo, otros medios reportaron que se retiró en 1982 del Comando de la Ley Marcial en Adiyaman (en turco: Adıyaman Sıkıyönetim Komutanlığı   ). Yeni Şafak también vinculó al general turco Veli Küçük con Elchibey.
El golpe fue frustrado tras que la Organización Nacional de Inteligencia avisara al presidente Süleyman Demirel el 10 de marzo y este a su vez le informara a Aliyev.
El motín empezó el 13 de marzo cuando los rebeldes se tomaron los edificios de las Administraciones Locales de los distritos de Qazax y Agstafá. Tras conocerse la noticia el ministro del Interior, Ramil Usúbov, ordenó disolver la policía, pero Javadov se negó y calificó de "provocación dirigida por Usubov y [El presidente del Parlamento, Rasul] Quliyev"  los incidentes que se produjeron en estas provincias y dejaron varias decenas de muertos. El 15 de marzo hubo nuevos enfrentamientos y las Fuerzas Armadas leales a Aliyev atacaron al sede de la OPON a 11 kilómetros de Bakú, así como la casa de Mahir Javadov, hermano de Rovshan. En la noche de ese día, Aliyev se dirigió por televisión a la población y advirtió que "el país se encamina a la guerra civil", además de asegurar que "el Estado tiene los medios y la fuerza para neutralizar a los rebeldes" y pedir a los hermanos Javadov que se entregaran para evitar nuevos enfrentamientos armados. En la noche del 16 de marzo atacaron al campamento de las fuerzas insurgentes en una batalla que duró nueve horas y en la madrugada del 17 de marzo la rebelión fue sofocada con la muerte de Javadov. El ministro de defensa explicó que solo los habían atacado cuando intentaron dirigirse a tomar el palacio presidencial.
Según declaró el gobierno, el golpe fue planeado detalladamente, además de acusar a al expresidente Ayaz Mutallibov, el exprimer ministro Suret Huseynov y el exministro de defensa Rahim Qasiyev de planear el golpe.

## Motivaciones
Según un informe de la Organización Nacional de Inteligencia de 1996, el primer ministro turco, Tansu Çiller, dio su apoyo al ministro Ayvaz Gökdemir, al jefe de policía Mehmet Ağar y a Şahin y a Eken para restaurar en el poder a Elchibey. Ellchibey era un aliado ideológico del dirigente del Partido del Movimiento Nacionalista Turco,  Alparslan Türkeş, que tenía aspiraciones de crear un estado turco que se extendería por el Cáucaso. El apoyo de  Türkeş al intento de golpe también causó una crisis diplomática entre Turquía y Azerbaiyán, incluso este último solicitó formalmente una declaración que refutara la parte del informe que habla sobre el intento de golpe.
El informe sobre el escándalo, publicado en 1996, señalaba a los concejeros de Çiller, Acar Okan y Süleyman Kamil Yüceoral de estar implicados en el golpe. El miembro de la Comisión Susurluk, Fikri Sağlar, señaló que el objetivo del golpe era asegurar una ruta de tráfico de drogas desde Afganistán. argumentó que el propósito del golpe era asegurar la ruta de narcóticos desde Afganistán. Sağlar señaló que Yüceoral negoció con el señor de la guerra afgano Rashid Dostum con un fondo de sobornos.
Informes posteriores de la prensa afirmaron que la Red Ergenekon, de la que formaba parte Küçük, fue la responsable del golpe, lo cual confirmaría la relación entre Susurluk y Ergenekon.